# Maranthes goetzeniana
Maranthes goetzeniana ist ein Baum in der Familie der Goldpflaumengewächse (Chrysobalanaceae) aus dem südöstlichen Afrika, Mosambik, Tansania und Simbabwe.

## Beschreibung
Maranthes goetzeniana wächst als immergrüner Baum bis über 35 Meter hoch. Der Stammdurchmesser erreicht über 120 Zentimeter. Die gräuliche Borke ist relativ glatt und feinrissig bis schuppig.
Die einfachen, kurz gestielten und ledrigen Laubblätter sind wechselständig. Der kurze Blattstiel ist bis 0,9 Zentimeter lang. Sie sind eiförmig bis elliptisch, lanzettlich, bis 15 Zentimeter lang und bis 8 Zentimeter breit, ganzrandig, kahl und zugespitzt bis bespitzt. Die Nervatur ist gefiedert mit feinen Seitenadern die intramarginal zusammenlaufen. Die kleinen Nebenblätter sind abfallend. Am oberen Blattstiel können Drüsen vorkommen.
Es werden endständige und schirmrispige, breite, feinhaarige, vielblütige Blütenstände gebildet. Die kleinen, grün-weißlichen und zwittrigen, fünfzähligen Blüten mit doppelter Blütenhülle sind gestielt. Die Blüten sitzen an einem „Gelenk“. Der verkehrt-konische, teils leicht gebogene Blütenbecher und die kleinen Kelchblätter sind grün und außen feinhaarig. Die Petalen sind etwa 0,8 Zentimeter lang. Es sind viele (50) freie und fädige Staubblätter vorhanden. Der zweikammerige Fruchtknoten im oberen Blütenbecher ist dicht behaart mit einem langen, schlanken Griffel mit kleiner Narbe. Der Blütenbecher ist innen mit Nektargewebe ausgekleidet.
Es werden bis 3 bis 4,5 Zentimeter lange, eiförmige bis ellipsoide und gelb-grüne, kahle Steinfrüchte gebildet. Der große, harte und dickschalige Steinkern besitzt ein fibröses, rau texturiertes Endokarp sowie zwei kleine Keimdeckel (Operculum).
Die Chromosomenzahl beträgt 2n = 20.

## Verwendung
Die fleischigen Früchte und die Samen sind essbar.
Das schwere, rechte harte, mäßig beständige Holz wird für verschiedene Anwendungen genutzt.